# Jaskinia Chynowska
Jaskinia Chynowska (czes. Chýnovská jeskyně) – jaskinia w Czechach (kraj południowoczeski) położona na północny wschód od miasta Chýnov.
Jaskinia była pierwszą udostępnioną turystycznie na terenie Czech. Otwarto ją w 1868. System korytarzy i szczelin inkrustowany jest pasami marmurów oraz amfibolitów, co nadaje ścianom nietypowy i atrakcyjny dla turystów wygląd. W jaskini zachowano pierwotny charakter trasy dla zwiedzających, bez modernizacji.

## Galeria

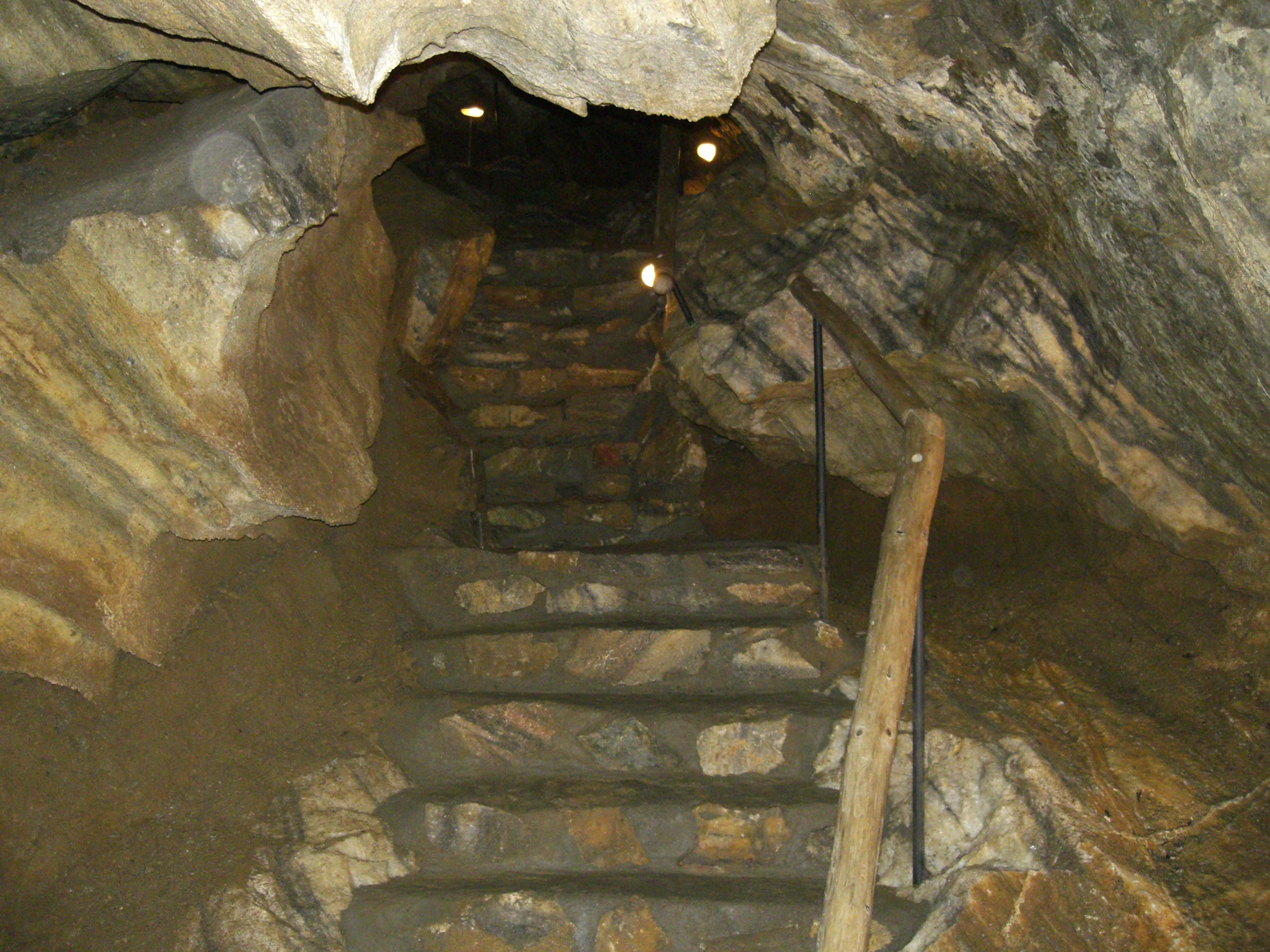
Fragment chodnika
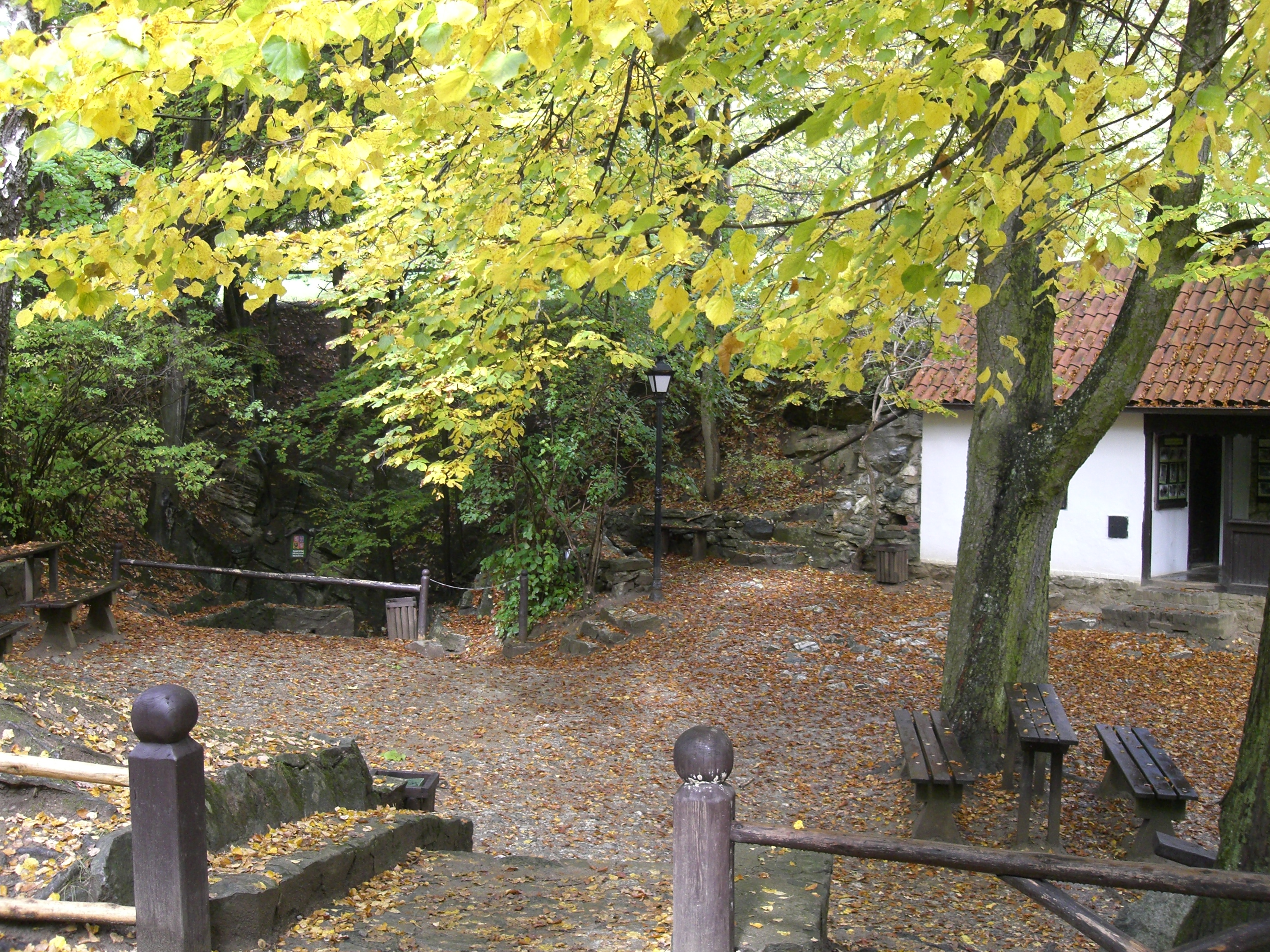
Okolice wejścia